# Wyrazów

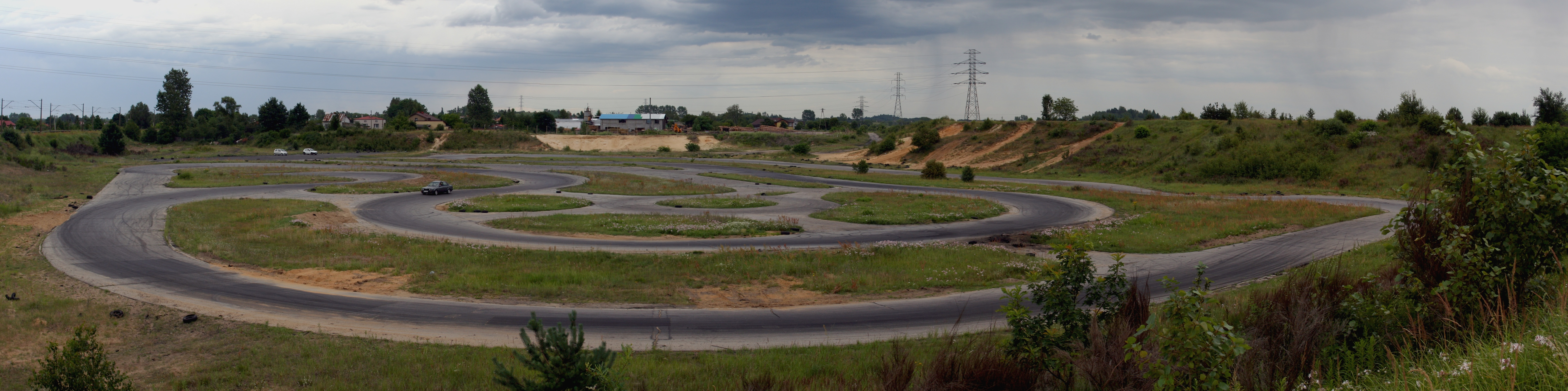
Tor kartingowy w Wyrazowie

Wyrazów – wieś w Polsce położona w województwie śląskim, w powiecie częstochowskim, w gminie Blachownia.
Miejscowość wchodzi w skład aglomeracji częstochowskiej, jest położona bezpośrednio między Częstochową a Blachownią. Znajduje się tam tor wyścigowy Wyrazów oraz węzeł drogowy Częstochowa Blachownia.

## Historia
W 1782 roku wieś podlegała pod parafię w Konopiskach (filię parafii św Zygmunta w Częstochowie). Wyrazów obok Trzepizur, Blachowni i Błaszczyk wchodził w skład tzw. "państwa zagórskiego", terenów należących do Benedykta Lemańskiego. Jego spadkobiercy sprzedali je hrabiemu Guido Hencklowi von Donnersmarckowi, który ze sporym zyskiem w 1891 roku sprzedał dobra carowi Aleksandrowi III. Ziemie od chwili nabycia przez cara nosiły nazwę Dobra Ostrowy. Po śmierci cara w 1894 r. cały majątek przejął Mikołaj II. Na mocy jego rozkazu w dniu 17 czerwca 1899 roku dobra w Ostrowach otrzymał jego brat Michał Aleksandrowicz.
Wyrazów leży w Częstochowskim Obszarze Rudonośnym. W latach 1928–1931 funkcjonowała podziemna kopalnia rud żelaza "Bernard dukle", a w latach 1930–1938 kopalnia "Bernard" szyb centralny. Należały one do firmy "Wspólnota Interesów" Zakłady Górniczo-Hutnicze S.A. w Częstochowie. W Wyrazowie znajdował się jeden z czterech szybów kopalni rud żelaza "Franciszek". Po jej zamknięciu pozostała po niej hałda.
W latach 1975–1998 miejscowość administracyjnie należała do województwa częstochowskiego.

## Osoby związane z Wyrazowem
- Florian Trawiński – historyk sztuki urodzony w Wyrazowie, uczestnik Komuny Paryskiej, wbrew planom komunardów uratował muzeum w Luwrze od spalenia.